# Pagode Zhenfeng
Le monastère bouddhiste, comprenant la pagode de Zhenfeng (en mandarin simplifié : 振风塔 ; en pinyin : Zhènfēng Tǎ) et le temple de Yingjiang, est situé à Anqing au bord du Yangzi Jiang, dans la province de Anhui, en République populaire de Chine.  
L’histoire de la pagode Zhenfeng remonte à plus de 400 ans : elle fut construite en 1570. Mais la pagode d'aujourd’hui est une reconstruction de celle de la dynastie Ming.  

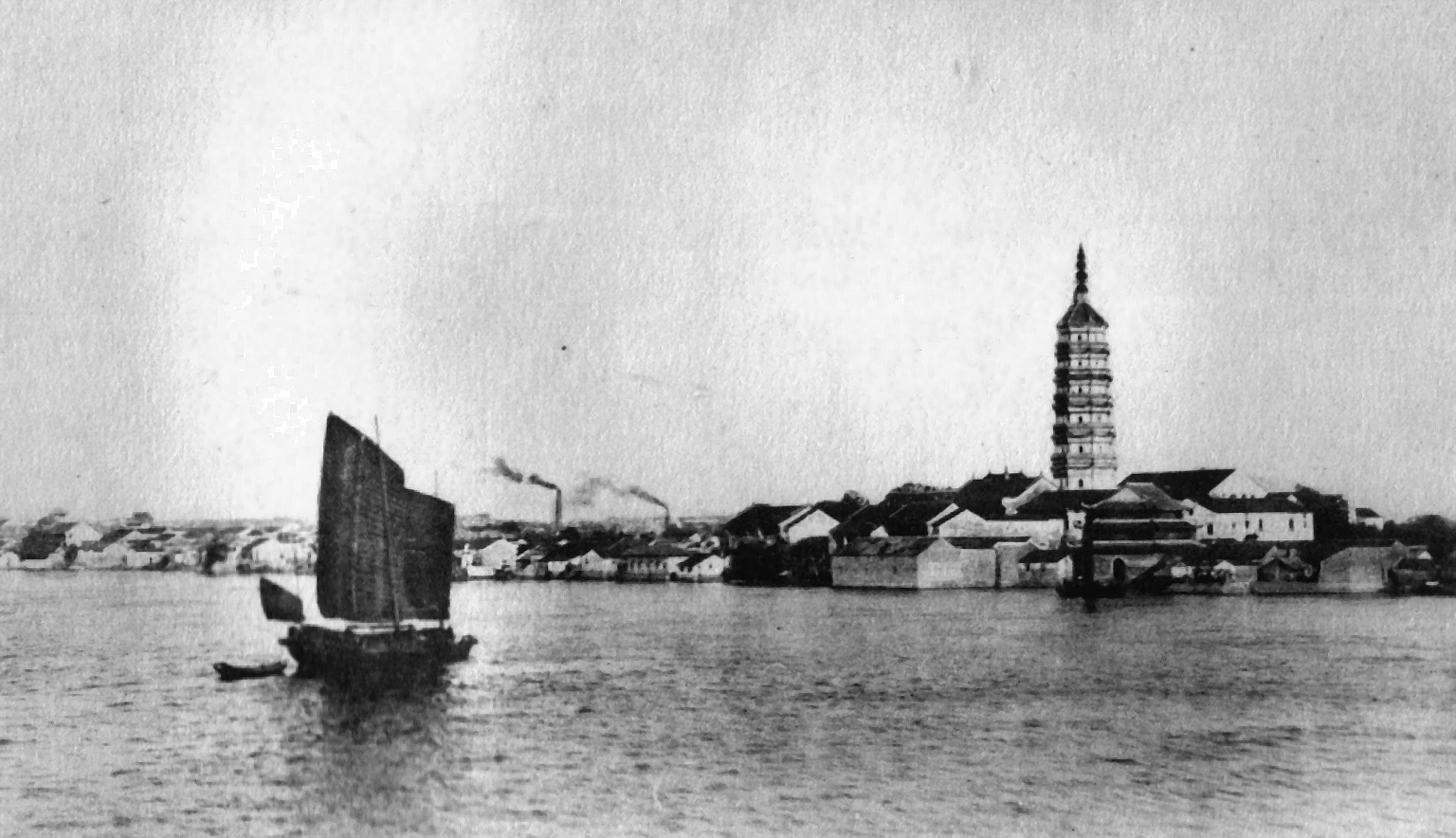
Vue du fleuve: la pagode Zhenfeng en 1929

La tour actuelle mesure 72 mètres de hauteur, elle a six étages et 168 marches. De haut du cinquième étage de la tour, on peut voir toute la ville : le  Yangzi Jiang, les navires, le pont sur le fleuve, tous les immeubles historiques et les maisons de la vieille ville. C’est un bel endroit à visiter (le billet d'entrée du temple coûte 10 yuans + 10 yuans pour monter dans la pagode).

Vue du haut de la pagode Zhenfeng : le fleuve Yangzi, le nouveau pont et la nouvelle ville s'étendant vers l'Est